# Едуардо Мондлане
Едуардо Шивамбо Мондлане (порт. Eduardo Chivambo Mondlane; 20 червня 1920, Манжаказе, провінція Газа, Португальська Східна Африка — 3 лютого 1969, Дар-ес-Салам, Танзанія) — діяч національно-визвольного руху Мозамбіку, один з засновників Фронту національного звільнення Мозамбіку (ФРЕЛІМО).

## Біографія
Був четвертим з 16 синів вождя племені тсонга. При народженні отримав африканське ім'я Шивамбо. До 12 років працював стадником. Навчався в місіонерській школі, де виявив успіхи у навчанні. Питання про те, чи слід Шивамбо продовжувати навчання, вирішувала рада старійшин села. Не маючи можливості отримати освіту у Мозамбіку і висланний з ПАР після встановлення там режиму апартеїду, Мондлане набчається у Лісабонському університеті, а відтак переводиться на навчання в США. У ПАР він познайомився з активістами руху проти апартеїду Нельсоном Манделою і Рутом Фєрстом, а в Лісабоні — з представниками інших португальських колоній Амілкаром Кабралом і Агоштінью Нету. Вивчав антропологію, захистив докторскую дисертацію по соціології у Північно-Західному університеті, штат Іллінойс. Одружився з білою американкою Джанет Рей Джонсон; цей факт служив предметом нападок його політичних супротивників у ФРЕЛІМО. Деякий час працював у ООН, потім — у Сиракузькому університеті.

### Політична діяльність
Під час його роботи в ООН португальський міністр у справах заморских територій пропонував йому посаду в колоніальної адміністрації в Мозамбіку, але Мондлане обрав протилежний шлях. Молодий американський соціолог Іммануїл Валлерстайн познайомив його з президентом Танзанії Джуліусом Ньєрере, котрий порадив Мондлані їхати в табори біженців з Мозамбіку в Танзанії і організовувати їх для антиколоніальної боротьби. У 1962 році обраний президентом ФРЕЛІМО, в якому вів лінію на соціалістичну орієнтацію. У той же час піддавався звинуваченнями з сторони лівих за нібито проамериканську політику. Марселіно дос Сантос говорив радянським представникам «Ми з самого початку вирішили: нехай Мондлане буде у главі руху… Потім можна буде замінити Мондлане» Виступав за «панафриканский нейтралітет у холодній війні». Створив штаб-квартиру руху у Дар-ес-Саламі (Танзанія). У 1964 році ФРЕЛІМО почав партизанську війну з португальськими військами. Мав тертя з лідерами Куби. Фідель Кастро згодом так сказав про це в бесіді з керівництвом НДР: «Між нами і ФРЕЛІМО були розбіжності, ще в ті часи, коли ФРЕЛІМО був у Танзанії і у Че Гевари там була розмова з Мондлане. У той час Мондлане не погодився з Че і сказав про це публічно. Після цього статті проти Мондлане були опубліковані на Кубі».
ФРЕЛІМО отримувало допомогу з КНР, у той же час у приватних бесідах Мондлане допускав критику політики Пекіна. Як пише Володимир Генадійович Шубін у книзі «Гаряча „Холодна війна“: Південь Африки (1960—1990 рр.)»: «йому (Мондлане) видному інтелектуалу було важко змиритися з ексцесами „великой пролетарської, культурної революції“».

### Загибель
У 1969 році Мондлане загинув у результаті замаху — у штаб-квартирі в Дар-ес-Саламе вибухнула бомба, вкладена в посилку з тритомникім Плеханова. У 1974 році Урія Сіманго, один з лідерів ФРЕЛІМО, був поміщений у тюрму, де зізнався в причетності до вбивства Мондлане. Достовірність цих визнань сумнівна. Справжнім організатором вбивства Мондлане вважається агент сумнозвісної португальської політичної поліції ПІДЕ Казимиру Монтейру.

## Пам'ять
У сучаснім Мозамбике Мондлане став культовою фігурою: його ім'ям названі університет, а також одна з вищих нагород Мозамбіку — орден Едуарду Мондлане. К ідеям Мондлане апелюють лідери як правлячого ФРЕЛІМО, так і опозиційного РЕНАМО. 